# Попов, Максим Михайлович
Максим Михайлович Попов (22 мая 1983—2007) — российский хоккеист, нападающий.
Воспитанник ленинградского хоккея. В сезоне 1999/2000 играл за команды СКА 1982—1983 годов рождения и «СКА-2» в первой лиге чемпионата России. В сезоне 2000/01 провёл единственную игру за СКА: основной состав улетел в США на матчи со студенческими клубами, и 9 декабря в гостевом матче с новокузнецким «Металлургом» (0:13) вышли дублёры. В следующем сезоне играл в высшей лиге за петербургский «Спартак». Два сезона провёл в «СКА-2», в сезоне 2004/05 — вновь играл за «Спартак», затем — вновь в «СКА-2». В сезоне 2006/07 выступал за «Южный Урал» Орск (высшая лига) и «Комбат» СПб (первая лига).
Погиб в 2007 году.